# Marigné-Peuton
Marigné-Peuton ist eine französische Gemeinde mit 543 Einwohnern (Stand: 1. Januar 2022) im Département Mayenne in der Region Pays de la Loire; sie gehört zum Arrondissement Château-Gontier und zum Kanton Château-Gontier. Die Einwohner der Gemeinde werden Marignéens genannt.

## Geographie
Marigné-Peuton liegt etwa 27 Kilometer südsüdwestlich von Laval. Umgeben wird Marigné-Peuton von den Nachbargemeinden Peuton im Norden, La Roche-Neuville mit Loigné-sur-Mayenne im Osten, Château-Gontier im Osten und Südosten, Prée-d’Anjou im Süden und Westen sowie Simplé im Nordwesten.

## Bevölkerungsentwicklung
| Jahr                       | 1962 | 1968 | 1975 | 1982 | 1990 | 1999 | 2006 | 2019 |
| -------------------------- | ---- | ---- | ---- | ---- | ---- | ---- | ---- | ---- |
| Einwohner                  | 531  | 504  | 520  | 493  | 458  | 487  | 543  | 546  |
| Quellen: Cassini und INSEE |      |      |      |      |      |      |      |      |

## Sehenswürdigkeiten
- Kirche Saint-Didier
- Schloss Bréon
- Bauernhaus und Scheune aus dem Mittelalter, Monument historique

|  |  |

## Gemeindepartnerschaft
Mit der deutschen Gemeinde Zöschingen in Schwaben (Bayern) besteht seit 1989 eine Partnerschaft.